# 10498 Bobgent
10498 Bobgent è un asteroide della fascia principale. Scoperto nel 1986, presenta un'orbita caratterizzata da un semiasse maggiore pari a 2,2865660 au e da un'eccentricità di 0,2594987, inclinata di 7,96570° rispetto all'eclittica.
L'asteroide è dedicato all'astronomo amatoriale statunitense Robert Gent.